# Val des Épinettes
Val des Épinettes (en néerlandais : Doorndal) est une rue bruxelloise de la commune de Woluwe-Saint-Pierre sans issue qui débute dans la continuité de l'Avenue de la Faisanderie sur une longueur totale de 500 mètres.